# AKK Petar Klepac
Auto i karting klub Petar Klepac, hrvatski automobilistički klub iz Gerova. Uspješni vozači iz ovog kluba su Bojan Juranić, Zoran Vidmar, Tomislav Muhvić, Zoran Grabović i dr.
Osnovan je 11. siječnja 2012. godine. Sjedište je u Malom Lugu kod Gerova. Član je Hrvatskoga i karting saveza i Automobilističkog saveza Primorsko-goranske županije. Zove se po Petru Klepcu. Natječu se u brdskim utrkama, rallyju, autoslalom i vožnjama na kronometar. Klub ima 11 vozača i 8 sudaca. Sudjeluju na domaćim i međunarodnim natjecanjima: europsko prvenstvo, prvenstvo srednjeeuropske zone, FIA-ina kupa Akcija za sigurnost, međunarodnoga regionalnog prvenstva Hrvatske, prvenstva Hrvatske, prvenstva Auto i karting lige Zapad. Organiziraju preko četiri godine Međunarodnu brdsku utrku u Čabru. 2015. i 2016. godine HAKS ih je nagradio kao najbolje organizatore domaće brdske utrke. Zbog dobra rada, FIA je upisao AKK Petar Klepac kao kandidata za FIA IHCC (International Hill Climb Cup), natjecanje korak ispod kontinentalnog prvenstva.

## Vanjske poveznice
- Službene stranice  Arhivirana inačica izvorne stranice od 18. kolovoza 2018. (Wayback Machine)
- Facebook AKK Petar Klepac
- Racing.hr  Arhivirana inačica izvorne stranice od 10. studenoga 2019. (Wayback Machine)
- Brdska utrka u Čabru